# Condofuri
Condofuri – miejscowość i gmina we Włoszech, w regionie Kalabria, w prowincji Reggio Calabria.
Według danych na rok 2004 gminę zamieszkiwało 5057 osób, 87,2 os./km².